# Hot Shots!
Hot Shots! – amerykański film komediowy w reżyserii Jima Abrahamsa. Parodia m.in. takich filmów jak: Tańczący z wilkami, Top Gun, Dziewięć i pół tygodnia, Superman.
Serwis Rotten Tomatoes przyznał mu wynik 83%.

## Obsada
- Charlie Sheen – Sean „Topper” Harley
- Valeria Golino – Ramada Thompson
- Lloyd Bridges – admirał Benson
- Kevin Dunn – komandor Block
- Cary Elwes – Kent Gregory
- Jon Cryer – Jim Pfaffenbach
- William O’Leary – Pete „Padlina” Thompson
- Kristy Swanson – Kowalski
- Efrem Zimbalist Jr. – Wilson
- Bill Irwin – Buzz Harley
- Elston Ridgle – Bokser #1
- Ryan Stiles – Farnham
- Heidi Swedberg – Mary Thompson
- Christopher Doyle – konspirant
- Bruce A. Young – „Red” Herring

## Parodie
Film stanowi parodię Top Gun, ale można znaleźć także odniesienia do następujących filmów: Tylko aniołowie mają skrzydła, Przeminęło z wiatrem, Ojciec chrzestny, Człowiek ze złotym pistoletem, Maratończyk, Rocky, Superman, Superman II, Oficer i dżentelmen, Pierwszy krok w kosmos, 9 1/2 tygodnia, Critters, Pluton, Full Metal Jacket, Wspaniali bracia Baker, Tańczący z wilkami.